# Pierre Nkurunziza
Pierre Nkurunziza (18. prosince 1963 Bujumbura, Burundi – 8. června 2020) byl burundský politik z etnika Hutuů, od roku 2005 prezident Burundi.
Osobně se označoval za znovuzrozeného křesťana, byl ženatý od roku 1994 a otcem dvou dětí.[zdroj⁠?!]

## Život
Vystudoval Burundskou univerzitu v oboru sportovní výchovy. Jeho otec Eustache Ngabisha byl také politik, v roce 1965 byl zvolen do burundského parlamentu a později byl guvernérem dvou provincií, než byl při násilnostech v roce 1972 zabit. Sám Pierre Nkurunziza byl původně vyučujícím na střední škole v Muramvyji, Burundské universitě a vojenské akademii ISCAM, ale když byl při násilnostech v roce 1995 osobně ohrožen na životě, přidal se k rebelům.[zdroj⁠?!] Vedl také armádní fotbalový klub Muzinga a také prvoligový Union Sporting. V roce 1998 ho burundský soud odsoudil k trestu smrti.

### Povstalecké období
V roce 2001 vstoupil do hutuské rebelské skupiny Forces pour la Défense de la Démocratie (Síly na obranu demokracie, FDD), bojující proti Tutsii ovládané armádě a vládě v čele s prezidentem Pierrem Buyoyou. Poté, co FDD začala vyjednávat s burundskou vládou, postavil se do čela frakce, která tato jednání odmítla s tím, že bude jednat pouze s armádou. V říjnu 2002 se Nkurunziza, již jako vůdce FDD, zúčastnil mírových jednání v tanzanském Dar es Salaamu. Nakonec dne 3. prosince 2002 podepsal dohodu o příměří a následném zapojení FDD do přechodné vlády. I přes vyhlášené příměří boje mezi FDD a vládou nadále pokračovaly. V lednu 2003 se Nkurunziza opět sešel s prezidentem Buyoyou. Na jednání bylo dohodnuto vytvoření afrických mírových sil, které měly dohlížet na příměři. Kromě Jihoafrické republiky, která burundská jednání zaštiťovala, se přihlásili také Mosambik a Etiopie. Ale již následující měsíc FDD ukončila přímé rozhovory, údajně kvůli neochotě vlády realizovat dohodnutá příměří.
Po nástupu Domitiena Ndayizeyeho, etnického Hutua, pokračovala FDD v boji, neboť si podle ní Tutsiové stále udržovali dominanci v burundské armádě. Nkurunziza nakonec souhlasil s dalším kolem vyjednávání v tanzanském Dar es Salaamu pořádaném v červenci 2003. Na jednání vznesl požadavek, aby budoucí burundská armáda sestávala ze 75 % z Hutuů a aby Hutuové získali polovinů postů ve vládě, což bylo zamítnuto. Zúčastnil se i dalšího jednání v Tanzanii ze září 2003, které opět ztroskotalo na požadavcích o rozdělení moci v zemi. Nakonec v říjnu téhož roku Nkurunziza přistoupil na dohodu, která mimo jiné zajišťovala FDD 4 ministerská křesla, 40 % důstojnických postů v armádě, 35% zastoupení v policejních složkách a 15 poslanců burundského parlamentu výměnou za zastavení bojů a demobilizaci vojáků FDD. Mírová dohoda byla podepsána dne 16. listopadu 2003 za přítomnosti několika afrických vůdců. O týden později jej prezident jmenoval ministrem pro dobrou správu.

### Nástup k moci
V květnu 2004 však Nkurunziza spolu s dalšími členy FDD kvůli údajnému neplnění dohod ohledně přidělených postů z vlády odstoupil. Došlo také k neshodě ohledně data pořádání voleb. V parlamentních volbách v červenci 2005 získala FDD 59 křesel v národním shromáždění a tím i nadpoloviční většinu. O několik dní později byl Nkurunziza FDD nominován do prezidentských voleb, pořádaných o měsíc později. Aby vyhověl volebnímu zákonu, rezignoval na svou funkci představitele FDD. Ke konci července FDD také zvítězila v senátních volbách a zajistila si většinu i v horní komoře parlamentu. Samotné volby byly pouhou formalitou. Nkurunziza byl jediným kandidátem, navíc jeho strana držela většinu v obou komorách parlamentu. Volba se uskutečníla 19. srpna 2005, Nkurunziza obdržel 151 ze 162 hlasů, 9 hlasovalo proti, jeden se zdržel a jeden hlas byl neplatný. Inaugurován byl 26. srpna 2005.
Ještě v srpnu sestavil novou vládu, ve které důležité posty obsadil Hutuy a ve které zasedalo 7 ministryň. Mezi jeho prvními kroky byla snaha obnovit mírové rozhovory s konkurenční rebelskou skupinou Forces nationales de libération (Národní síly osvobození, FNL), která ale, stejně jako s předchozími vládami, s ním odmítla vyjednávat. Také zrušil roční školné, které činilo 1500 burundských franků (cca 1,5 USD). V dubnu 2006 došlo také k odvolání celostátního 34 let trvajícího zákazu nočního vycházení. V květnu téhož roku odstartoval kampaň „Závod pro mír“, ve které 60 atletů oběhlo v 5 dnech celou zemi. Sám Nkurunziza odběhl první kilometr. V průběhu akce mělo být také vysázeno 5 tisíc nových stromů. Dne 29. května také začaly v Tanzanii mírové hovory s FNL. Dne 18. června došlo k podepsání dohody ukončující nepřátelství a vytyčující cíl sepsat do dvou týdnů permanentní příměří. K tomu však nedošlo, naopak armádě se podařilo zajmout 3 velitele FNL.
V srpnu 2006 došlo k zatčení několika významných politiků, obviněných z údajné přípravy státního převratu. Mezi zatčenými byl i Aleen Mugaravabona, vůdce bývalé rebelské skupiny FNL-Chanzo, a Alphonse-Marie Kadege, bývalý burundský viceprezident. Na konci srpna byl také zatčen bývalý prezident Domitien Ndayizeye poté, co ho senát zbavil imunity. Jeden z klíčových svědků, jeden z představitelů FNL Alain Mugabarabona, poté pomocí telefonu z vězeňské cely prohlásil, že daná obvinění z něj byla vynucena nátlakem a mučením Documentation Nationale, burundskou tajnou službou, a že byla zcela vykonstruována. Celkem 7 obviněných již 25. srpna stanulo před Nejvyšším soudem, obviněni z pokusu o vraždu prezidenta Nkurunzizy. Na začátku září podala demisi viceprezidentka Alice Nzomukundaová, kvůli údajné korupci a porušování lidských práv v zemi. Také vyjádřila pochyby ohledně procesu s údajnými pučisty. Přes tuto politickou krizi se podařilo dne 7. srpna uzavřít příměří s FNL.
Dne 8. srpna 2006 proběhla volba nového viceprezidenta. Stala se jím Marina Barampamaová. Opozice však kvůli nedostatku informací o prakticky neznámém kandidátovi volbu bojkotovala. Vyzvala také k propuštění politických představitelů souzených v procesu údajného státního převratu. Podle některých členů opozice byla volba neplatná, neboť nebylo dosaženo 78členné volební kvórum.

### Třetí prezidentské období
V dubnu 2015 jej CNDD-FDD nominovala jako kandidáta do prezidentských voleb. Ačkoli burundská ústava povolovala pouze dvě volební období v úřadu a Nkurunzizova kandidatura byla již na třetí, dle zástupců strany byl na své první období zvolen zákonodárci, nikoliv v přímé volbě, což mu dle výkladu CNDD-FDD umožňovalo kandidovat potřetí. Toto rozhodnutí vyvolalo lidové nepokoje, které v květnu vyústily v neúspěšný pokus o vojenský převrat. Prezidentské volby z července 2015 vyhrál se ziskem 69,41 % hlasů. Velká Británie a Spojené státy odsoudily volby jako zmanipulované kvůli obtěžování a zastrašování opozice, lidskoprávních aktivistů, novinářů a voličů.